# Heterakoidea
Die Heterakoidea sind eine Überfamilie der Spulwürmer mit 217 Arten.

## Merkmale
Es handelt sich um größere, meist mehr als einen Zentimeter lange Fadenwürmer. Die Mundöffnung wird von drei, gewöhnlich großen Lippen umgeben, manchmal durch Zwischenlippen ergänzt. Die kontraktilen Elemente liegen jeweils an den zur Nachbarzelle grenzenden Seiten (Coelomyaria-Typ). Vor dem Anus liegt ein (präanaler) Saugnapf, der von einem Kutikula-Ring umgeben ist. Der Ösophagus
hat einen keulenförmigen Körper, eine kurze Engstelle (Isthmus) und ein kolbiges Ende (Bulbus) mit Klappe und zweikernigen, subventralen Ösophagusdrüsen oder ist zylindrisch. Blinddärme (Caeca) sind nicht ausgebildet. Die Eier sind dickschalig und bei Ablage nicht embryoniert, die erste Häutung erfolgt jedoch noch im Ei.

## Verbreitung
Heterakoidea kommen weltweit, mit Ausnahme der Antarktis vor. Die Mehrzahl der Gattungen sind Parasiten des Blinddarms oder anderer Dickdarmabschnitte bei Vögeln und Schuppenkriechtieren, einige Gattungen kommen bei Fröschen und Säugetieren vor, Meterakis japonica ist der einzige Fischparasit. Nur sehr wenige Arten haben ein örtlich begrenztes Verbreitungsgebiet, wie Hatterianema hollandei und Kiwinema gracilicauda, deren Vorkommen wie das ihrer Wirte (Brückenechse bzw. Kiwis) auf die Hauptinseln Neuseelands begrenzt ist.

## Systematik
Hodda (2022) unterteilt die Überfamilie in drei Familien, sechs Unterfamilien und 24 Gattungen:
- Ascaridiidae Travassos, 1920
  - Ascaridiinae Travassos, 1920
    - Ascaridia Dujardin, 1845
- Aspidoderidae Skrjabin & Schikhobalova, 1947 (Freitas, 1956)
  - Aspidoderinae Skrjabin & Schikhobalova, 1947
    - Aspidodera Railliet & Henry, 1912
    - Cheloniheterakis Yamaguti, 1961
    - Narsingiella Rao, 1978
    - Nematomystes Sutton, Chabaud & Durette-Desset, 1980
    - Paraspidodera Travassos, 1914

  - Lauroiinae Skrjabin & Schikhobalova, 1951
    - Lauroia Proenca, 1938
- Heterakidae Railliet & Henry, 1912
  - Heterakinae Railliet & Henry, 1912
    - Bufonerakis Baker, 1980
    - Cagourakis Petter, Chermette & Vassart, 1989
    - Haroldakis Inglis, 1991
    - Heterakis Dujardin, 1845
    - Kiwinema Inglis & Harris, 1990
    - Mammalakis Inglis, 1991
    - Musserakis Hasegawa, Dewi & Asakawa, 2014
    - Neoheterakis Kumar & Thienpont, 1974
    - Odontoterakis Skrjabin & Schikhobalova, 1947
    - Pseudaspidodera Baylis & Daubney, 1922
    - Spinicauda Travassos, 1920

  - Meteterakinae Inglis, 1967
    - Meteterakis Karve, 1930

  - Spinicaudinae Travassos, 1920
    - Africana Travassos, 1920
    - Hatterianema Chabaud & Dollfus, 1966
    - Moaciria Freitas, 1956
    - Pseudostrongyluris Guerrero, 1971
    - Strongyluris Mueller, 1894